# Thermodynamica
Thermodynamica (Oudgrieks thermos (θερμός), warm, en dunamis (δύναμις), kracht), of warmteleer is het onderdeel van de natuurkunde dat de interacties bestudeert tussen grote verzamelingen van deeltjes op een macroscopisch niveau. De thermodynamica vindt zijn oorsprong in de praktische behoefte de efficiëntie van stoommachines te verbeteren.

## Algemeen
In algemene theoretische zin is het object van studie in de thermodynamica een thermodynamisch systeem, dat via een grensvlak mechanische arbeid en warmte uitwisselt met zijn omgeving. In de moderne thermodynamica wordt dit systeem beschreven als bestaande uit vele chaotisch bewegende deeltjes (moleculen, atomen, of elektronen). Deze later ontwikkelde aanpak wordt aangeduid als statistische thermodynamica. 
De klassieke thermodynamica houdt zich niet bezig met de individuele deeltjes waaruit een systeem bestaat, maar alleen met eigenschappen die in feite statistische gemiddelden zijn over het gedrag van een zeer groot aantal deeltjes, zoals druk, temperatuur, volume, entropie, etc. Het feit dat de structuur van die samenstellende deeltjes slechts impliciet effect heeft en het gedrag van individuele deeltjes buiten beschouwing wordt gelaten, geeft deze aanpak haar kracht en brede toepassingsgebied. Deze klassieke benadering kwam trouwens op in een tijd dat er nauwelijks enig besef was van de deeltjes waar het meestal om gaat, namelijk moleculen en atomen.
De klassieke thermodynamica geeft voorts alleen van reversibele, ofwel omkeerbare processen een kwantitatieve beschrijving. Vaak worden deze processen omschreven als een oneindige reeks van oneindig dicht bij elkaar liggende evenwichtstoestanden; een dergelijk proces wordt een quasistatisch proces genoemd. Van veel recentere datum is de irreversibele thermodynamica, waarvan Ilya Prigogine een grondlegger is. Hij kreeg hiervoor in 1977 de Nobelprijs voor scheikunde.
De thermodynamica heeft een breed toepassingsgebied in de wetenschap en techniek, onder andere gasexpansie, faseovergangen, materiaaleigenschappen, chemische reacties, transportverschijnselen, oplossingen, en zelfs zwarte gaten. Daarom is die een zeer belangrijk onderdeel van natuurkunde, de scheikunde en de biologie.

## Geschiedenis

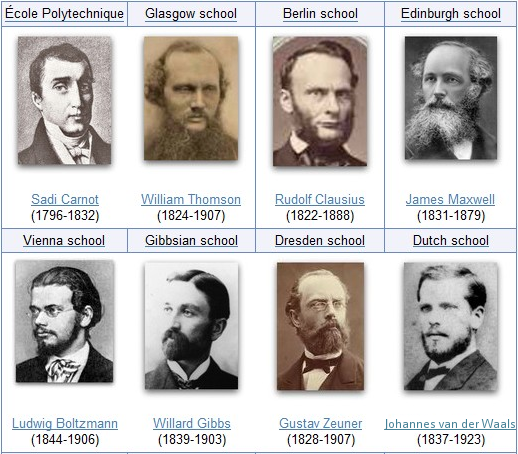
Overzicht van grondleggers van thermodynamica verdeeld in acht scholen.

De leer van de thermodynamica is ontstaan in de 19e eeuw vanuit praktische experimenten en theoretische reflectie om de efficiëntie van stoommachines te verbeteren. Hierbij ontstonden naast verschillende scholen (zie figuur) ook verschillende vormen, zoals klassieke thermodynamica en statistische thermodynamica.
De praktische en theoretische ontwikkelingen van de klassieke thermodynamica zijn in de 17e eeuw ingezet door wetenschappers en ingenieurs als Robert Boyle, Robert Hooke en Denis Papin. Robert Boyle heeft zich beziggehouden met natuurkundige experimenten met gassen, en heeft hierbij enige gaswetten geformuleerd. Robert Hooke begon rond 1650 als assistent van Robert Boyle, voor wie hij onder andere de luchtpomp van Otto von Guericke verbeterde. Von Guericke had rond die tijd de vacuümpomp uitgevonden. Verder pionierswerk met stoomkracht werd verricht door Denis Papin, die rond 1690 de eerste zuigerstoommachine uitvond. De eerste stoommachine zonder zuiger werd in die tijd gepatenteerd door Thomas Savery: Deze gebruikte een combinatie van onderdruk en stoomdruk om het water te verplaatsen.
Het was Thomas Newcomen die het zuigerconcept van Papin combineerde met het condensatieopzuigprincipe van Savery en ontwikkelde de eerste praktische uitvoering van de stoommachine, ook wel de stoommachine van Newcomen genoemd. Bij zijn dood had Newcomen een honderdtal pompmachines geïnstalleerd in Engeland. In de tweede helft van de 18e eeuw was het James Watt die de stoommachine verder verbeterde. Door onder andere toevoeging van een condensor en het gebruik van stoomdruk in plaats van atmosferische druk wist hij het rendement van de werkende stoommachine uiteindelijk tot 19% te verhogen.
In de 19e eeuw is een theoretische "klassieke thermodynamica" ontwikkeld vanuit de behoefte om de efficiëntie van stoommachines nog verder te verbeteren. Sadi Carnot had het werk van James Watt bestudeerd en probeerde een wetenschappelijke theorie te ontwikkelen die de hoogst haalbare efficiëntie voorspellen kon. Hij ging daarbij uit van de algemene gaswet en toonde aan dat het rendement bepaald wordt door de minimale en maximale temperaturen in de cyclus van de warmtemachine. Belangrijke bijdragen aan de thermodynamica zijn in die tijd geleverd door Rudolf Clausius, William John Macquorn Rankine, William Thomson, Hermann von Helmholtz en James Prescott Joule. Dit werk is voortgezet met statistische beschrijvingen van moleculaire bewegingen door de volgende generatie met onder anderen Ludwig Boltzmann, Josiah Willard Gibbs en James Maxwell.
In de 20ste eeuw heeft zich een moderne thermodynamica ontwikkeld, waarin ook de kwantummechanica een rol speelt, vanuit het werk van onder anderen Walther Nernst en Max Planck. Andere vertegenwoordigers zijn Erwin Schrödinger, Lars Onsager en Ilya Prigogine.

## Basisbegrippen

### Systeem
Een basisconcept van de thermodynamica is het thermodynamisch systeem. Een systeem omvat alles binnen een gedefinieerde grens; alles buiten deze grens wordt de omgeving genoemd. Deze omgeving kan ook weer als een systeem worden opgevat. In beginsel kan het heelal de omgeving van het systeem zijn. De grens kan een werkelijke fysieke grens zijn, zoals de wand van een ketel, maar kan ook een willekeurig gedefinieerd vlak zijn. In ieder geval omsluit de grens een eindig volume. Alle uitwisseling tussen het systeem en zijn omgeving in de vorm van arbeid, warmte en materie vindt plaats door deze grens. We onderscheiden vier hoofdklassen van systemen:
1. Gesloten systeem: er passeert geen materie door de grens van het systeem.
2. Open systeem: materie passeert de grens van het systeem.
3. Adiabatisch systeem: er passeert geen warmte door de grens van het systeem (arbeid dus mogelijk wel). Er bestaan zowel adiabatische open systemen als adiabatische gesloten systemen.
4. Geïsoleerd systeem: materie noch enige vorm van energie (zoals arbeid of warmte) passeert de grens.

Bij gesloten en open systemen is in het algemeen uitwisseling van warmte en/of arbeid met de omgeving mogelijk.

### Evenwichtstoestand
Indien een systeem bij een onveranderlijke omgeving aan zichzelf wordt overgelaten, zal het in de loop van de tijd een evenwichtstoestand bereiken, waarvan een kenmerk is dat die niet spontaan meer verandert. Deze toestand kan, anders dan een niet-evenwichtstoestand, eenduidig worden beschreven door een combinatie van waarden van een eindig aantal toestandsgrootheden. Intensieve grootheden als temperatuur en druk hebben dan overal in het systeem dezelfde waarde. De relatie tussen toestandsgrootheden wordt gegeven door de toestandsvergelijking van het systeem. Hoeveel toestandsgrootheden er nodig zijn in die toestandsvergelijking voor het eenduidig vastleggen van de evenwichtstoestand hangt af van het aantal vrijheidsgraden van het systeem.

### Toestandsgrootheden
Eigenschappen van een systeem in evenwicht die aan elkaar gerelateerd zijn door toestandsvergelijkingen worden toestandparameters, toestandsfuncties en ook wel toestandsgrootheden genoemd. Direct meetbare toestandsgrootheden (temperatuur, druk, volume) kunnen worden gebruikt voor het berekenen van niet direct meetbare, zoals de totale inwendige energie of de entropie.
Er kan bij de toestandsgrootheden bovendien onderscheid gemaakt worden tussen extensieve toestandsgrootheden, die evenredig zijn met de hoeveelheid materie (zoals volume en inwendige energie), en intensieve toestandsgrootheden, die daarvan onafhankelijk zijn (zoals druk en temperatuur). Door extensieve toestandsgrootheden te delen door de hoeveelheid materie (massa of molaire eenheid) worden deze uitgedrukt als een intensieve grootheid; we spreken dan van bijvoorbeeld het specifieke of molaire volume en de specifieke of molaire inwendige energie.
Er zijn fysische grootheden die geen toestandsgrootheden zijn, zoals toegevoerde warmte en verrichte arbeid. Deze worden niet eenduidig bepaald door een evenwichtstoestand, maar door de weg (proces) waarlangs die evenwichtstoestand is bereikt. Het maakt bovendien uit of het proces omkeerbaar of niet-omkeerbaar verloopt.
Het is heel goed mogelijk dat er meer meetbare toestandsgrootheden zijn dan vrijheidsgraden. Het standaardvoorbeeld is een ideaal gas, waarin slechts twee van de drie meetbare toestandsgrootheden (temperatuur, druk en volume) nodig zijn, waaruit de derde te berekenen is middels de toestandsvergelijking. Daarnaast zijn er, zoals eerder opgemerkt, niet direct meetbare toestandsgrootheden, die uit de meetbare berekend kunnen worden.

### Proces
Een thermodynamisch proces is de evolutie van een thermodynamisch systeem van een begintoestand naar een eindtoestand. Er moet onderscheid worden gemaakt tussen reversibele en irreversibele processen; de klassieke thermodynamica houdt zich alleen met de eerste categorie bezig. Het is mogelijk te voorspellen in welke richting spontane, niet-omkeerbare processen zullen verlopen. Het exact beschrijven van het verloop daarvan is in de klassieke thermodynamica niet mogelijk. Omkeerbare processen worden onderscheiden op grond van de parameters die constant worden gehouden.
De standaardtypen omkeerbare processen zijn:
1. Een isobaar proces: druk is constant.
2. Een isochoor proces: volume is constant
3. Een isotherm proces: temperatuur is constant
4. Een polytroop proces: tussen isotherm en isentroop
5. Een isentroop proces: een omkeerbaar proces zonder warmte-uitwisseling met de omgeving, want constante entropie {\displaystyle S} komt bij omkeerbare processen neer op het afsluiten van de warmtetoevoer {\displaystyle Q}, omdat dan {\displaystyle \mathrm {d} Q=T\mathrm {d} S}.

Een adiabatisch proces is een niet noodzakelijkerwijs omkeerbaar proces zonder warmte-uitwisseling met de omgeving, waarbij de entropie kan toenemen.

### Thermodynamische potentialen
Thermodynamische potentialen zijn niet-direct meetbare toestandsgrootheden die de hoeveelheid energie aangeven die in een systeem opgeslagen zit. Vier belangrijke potentialen zijn hier weergegeven voor het geval er geen stofuitwisseling met de omgeving mogelijk is en er geen niet-mechanische uitwendige krachten (zoals elektrische en magnetische) werken op het thermodynamische systeem:
| Inwendige energie       | {\displaystyle U(S,V)}         |
| Helmholtz vrije energie | {\displaystyle F(T,V)=U-TS}    |
| Enthalpie               | {\displaystyle H(S,p)=U+pV}    |
| Gibbs vrije energie     | {\displaystyle G(p,T)=U+pV-TS} |
Daarin is {\displaystyle T} de temperatuur, {\displaystyle S} de entropie, {\displaystyle p} de druk en {\displaystyle V} het volume.
Bovengenoemde potentialen zijn aangeduid als functies van hun 'natuurlijke variabelen'. Dat wil niet zeggen dat die potentialen het makkelijkst te schrijven zijn als functie van die variabelen. 
Welke potentiaal relevant is, omdat die een extreme waarde heeft bij de evenwichtstoestand, is afhankelijk van de randvoorwaarden die aan het proces zijn opgelegd.
Worden de twee natuurlijke variabelen van een potentiaal constant gehouden, dan zal die potentiaal van het systeem in evenwichtstoestand een extreme waarde aannemen ten opzichte van alle niet-evenwichtstoestanden. Dit is dus geen extreem van de hierboven aangeduide functies {\displaystyle U(S,V)}, enzovoorts, want die hebben uitsluitend betrekking op evenwichtstoestanden. In principe kunnen er oneindig veel  potentialen gedefinieerd worden, omdat er oneindig veel verschillende randvoorwaarden kunnen worden opgelegd.
Al deze potentialen kan men uit elkaar afleiden door het toepassen van een legendretransformatie. Dit is een een-op-een-transformatie, dus hierbij gaat geen informatie verloren. 
Het volgende voorbeeld is de legendretransformatie van {\displaystyle U} naar {\displaystyle S}: 
{\displaystyle U(S,V)-S{\frac {\partial U}{\partial S}}}
Het partiële differentiaalquotiënt in deze uitdrukking kan als volgt bepaald worden.
De fundamentele vergelijking van de thermodynamica, kan bij afwezigheid van stofuitwisseling en niet-mechanische arbeid worden weergegeven als: 
{\displaystyle \mathrm {d} U=T\mathrm {d} S-p\mathrm {d} V}
en de algemene uitdrukking voor totale differentiaal {\displaystyle \mathrm {d} U(S,V)} kan altijd worden uitgeschreven als: 
{\displaystyle \mathrm {d} U(S,V)={\frac {\partial U}{\partial S}}\mathrm {d} S+{\frac {\partial U}{\partial V}}\mathrm {d} V}
Uit het term voor term aan elkaar gelijkstellen van deze vergelijkingen blijkt dat: 
{\displaystyle T={\frac {\partial U}{\partial S}}}
(en ook {\displaystyle p=-{\frac {\partial U}{\partial V}}}, al is dat hier niet relevant).
Dus de legendregetransformeerde van {\displaystyle U} naar {\displaystyle S} is {\displaystyle U-TS}, die aangeduid wordt met {\displaystyle F}.
Aftrekking van een term {\displaystyle \mathrm {d} (TS)} van het linkerlid en het volgens de produktregel gelijkwaardige {\displaystyle T\mathrm {d} S+S\mathrm {d} T} van het rechterlid van de fundamentele thermodynamische vergelijking levert op:
{\displaystyle \mathrm {d} (U-TS)=-S\mathrm {d} T-p\mathrm {d} V}
en
{\displaystyle \mathrm {d} F=-S\mathrm {d} T-p\mathrm {d} V}
De differentialen {\displaystyle \mathrm {d} T} en {\displaystyle \mathrm {d} V} duiden aan dat {\displaystyle T} en {\displaystyle V} de natuurlijke variabelen van {\displaystyle F} zijn.
In de statistische mechanica, die immers ten grondslag ligt aan de thermodynamica, bestaan dergelijke transformaties ook. Er bestaan groot-canonieke, canonieke en microcanonieke ensembles, die van toepassing zijn bij verschillende randvoorwaarden.

## Hoofdwetten
De vier hoofdwetten van de thermodynamica leggen verbanden tussen de grondbegrippen van de thermodynamica.

### Nulde hoofdwet
De nulde hoofdwet gaat over het concept van temperatuur, en stelt:
Als de systemen A en C met elkaar in thermisch evenwicht zijn en de systemen B en C eveneens, dan zijn ook A en B in thermisch evenwicht en hebben ze dezelfde temperatuur. Thermisch evenwicht houdt in dat er wel thermisch contact tussen de systemen is, maar er geen warmtetransport plaatsvindt.
De vreemde nummering van 'nulde' hoofdwet heeft een historische achtergrond. Nadat de eerste tot en met de derde waren benoemd, realiseerde men zich dat het concept temperatuur niet zo voor de hand liggend was als gedacht en zelfs fundamenteler was dan de andere concepten. Daarom besloot men dat een expliciete definitie nodig was die logisch voorafgaat aan de andere drie.

### Eerste hoofdwet
De eerste hoofdwet wordt ook wel de "wet van behoud van energie" genoemd. Deze luidt:
De toename van de inwendige energie plus de op de omgeving verrichte arbeid is gelijk aan de hoeveelheid toegevoerde warmte.
Een algemene versie in differentiaalvorm luidt:
{\displaystyle \delta Q=\mathrm {d} U+\delta W-\sum _{i}\mu _{i}\mathrm {d} N_{i}}
Hierbij is {\displaystyle \delta Q} een infinitesimale hoeveelheid toegevoerde warmte (al of niet omkeerbaar), {\displaystyle \delta W} een infinitesimale hoeveelheid verrichte arbeid warmte (al of niet omkeerbaar, al of niet mechanisch), {\displaystyle \mu _{i}\mathrm {d} N_{i}} de chemische potentiaal van chemische verbinding nummer i, en {\displaystyle N_{i}} een infinitesimaal klein aantal toegevoerde moleculen van chemische verbinding nummer {\displaystyle i}.
Voor omkeerbare processen, waarbij {\displaystyle \mathrm {d} Q=T\mathrm {d} S} en mechanische arbeid {\displaystyle p\mathrm {d} V} (zie tweede wet) kan dit herschreven worden als:
{\displaystyle T\mathrm {d} S=\mathrm {d} U+\sum _{j}X_{j}\,\mathrm {d} x_{j}+p\mathrm {d} V-\sum _{i}\mu _{i}\,\mathrm {d} N_{i}}
De producten van een intensieve parameter {\displaystyle X_{j}} en een infinitesimale verandering in een extensieve parameter {\displaystyle \mathrm {d} x_{j}} beschrijven vormen van niet-mechanische arbeid, die bijvoorbeeld magnetisch of elektrisch van aard kunnen zijn.
Het opleggen van randvoorwaarden aan een thermodynamische systeem kan veelal worden weergegeven door een of meer van de totale differentialen in deze uitdrukking gelijk aan nul te stellen.
Deze uitdrukking kan herschreven worden als de Fundamentele vergelijking van de thermodynamica:
{\displaystyle \mathrm {d} U=T\mathrm {d} S-\sum _{j}X_{j}\,\mathrm {d} x_{j}-p\mathrm {d} V+\sum _{i}\mu _{i}\,\mathrm {d} N_{i}}
{\displaystyle U} is een toestandsfunctie, dus kringintegralen over het linker- en rechterlid van deze gelijkheid moet altijd nul opleveren, ook al zijn de kringintegralen van de afzonderlijke termen in het rechterlid niet gelijk aan nul, omdat toegevoerde warmte en de diverse vormen van verrichte arbeid geen toestandsfuncties zijn.

### Tweede hoofdwet
De tweede hoofdwet gaat over de toestandsgrootheid entropie. Bij een omkeerbaar proces is de toename van de entropie gelijk aan de 'gereduceerde warmte'
{\displaystyle S=\int {\frac {\mathrm {d} Q(T)}{T}}}
dat is de toegevoerde warmte gedeeld door de actuele absolute temperatuur.
Van een volledig geïsoleerd systeem (dus geen uitwisseling van warmte, materie of arbeid met de omgeving) dat niet in evenwicht verkeert, kan de entropie alleen maar toenemen, totdat een evenwichtstoestand is bereikt. De bij deze evenwichtstoestand behorende entropie is maximaal. Zolang het systeem geïsoleerd blijft, verandert het niet meer.
Toen de klassieke (fenomenologische) thermodynamica gefundeerd werd op de later ontwikkelde statistische mechanica, bleek de entropie {\displaystyle S} een maat voor de waarschijnlijkheid te zijn van het gedrag van grote aantallen deeltjes. De tweede hoofdwet bleek toen rechtstreeks te volgen uit het fundamentele postulaat van de statistische mechanica, namelijk dat iedere microtoestand a priori gelijke waarschijnlijkheid heeft. Als we dat aannemen, zegt de Tweede Hoofdwet niet meer dan dat een systeem van een aantal willekeurig bewegende deeltjes zich het meest waarschijnlijk ontwikkelt naar de meest waarschijnlijke toestand (dat wil zeggen, de macroscopische toestand waar de meeste microtoestanden bij horen), een evenwichtstoestand. Aangezien macroscopische systemen bestaan uit zeer grote aantallen deeltjes, zullen volgens de waarschijnlijkheidsrekening meetbare afwijkingen van die evenwichtstoestand zeer onwaarschijnlijk zijn.
Hiermee hangt samen dat:
- als een begrensd systeem in samenhang met zijn omgeving een kringproces doorloopt, dus waarbij de eindtoestand van dat systeem identiek is aan de begintoestand, dan kan de totale entropie van het systeem plus omgeving nooit afnemen; bij een omkeerbaar (=quasi-statisch) kringproces blijft die constant, bij een niet-omkeerbaar proces neemt die toe.
- de bij een omkeerbaar proces behorende kringintegraal van {\displaystyle \mathrm {d} Q/T}, die in een toestandsdiagram kan worden weergegeven, is gelijk aan nul.
- de bij een onomkeerbaar proces behorende kringintegraal van {\displaystyle \mathrm {d} Q/T} is kleiner dan nul.
- er is geen proces mogelijk met als enige resultaat de complete omzetting van warmte in arbeid (volgens Kelvin).
- er is geen proces mogelijk met als enige resultaat de overdracht van warmte van een kouder naar een warmer lichaam (volgens Clausius).

### Derde hoofdwet
De derde hoofdwet gaat over het concept absoluut nulpunt, en zegt:
Alle thermodynamische processen stoppen als de temperatuur het absolute nulpunt nadert.
Deze wet is niet zo belangrijk als de eerste twee. Zijn belangrijkste consequentie is dat het niet mogelijk is om in een eindig aantal stappen het absolute nulpunt te bereiken. Een alternatieve formulering van de derde hoofdwet, in 1911 geformuleerd door Walther Nernst, gaat uit van de entropische implicaties van een verandering die plaatsgrijpt bij het absoluut nulpunt:
De entropieverandering bij fysische of chemische omzettingen tussen kristallijne, zuivere stoffen bij het absoluut nulpunt is gelijk aan nul.
Of in formulevorm:
{\displaystyle \Delta S_{0}=0}
Deze derde hoofdwet maakt het mogelijk om een consistent nulpunt voor de entropie vast te leggen. Max Planck stelde daarom voor om de entropie van een perfect zuiver kristal gelijk te stellen aan nul. Dit vormt het uitgangspunt om de standaardentropie te berekenen op basis van de warmtecapaciteit van de stof in zijn onderscheidbare fasen en om de overgangsenthalpie te berekenen op basis van de verschillende fase-overgangen die de stof tussen het absolute nulpunt en een welbepaalde eindtemperatuur ondergaat.
De derde hoofdwet kan in feite afgeleid worden uit de statistische thermodynamica, met behulp van de entropieformule van Boltzmann:
{\displaystyle S=k_{B}\ln W}
Deze statistische interpretatie geeft weer dat de entropie gelijk is aan nul indien een systeem slechts op één manier kan bestaan ({\displaystyle W=1}) conform de randvoorwaarden die opgelegd worden door de omgeving.